# 吕伟 (跳水运动员)
吕伟（1966年—1990年5月），江苏扬州人，中国女子跳水运动员。她曾获得1982年亚洲运动会跳水比赛和1986年亚洲运动会跳水比赛女子10米跳台冠军。

## 生平
1990年5月在北京京剧演员荀令莱家中遭歹徒杀害，荀令莱一同遇害。荀令莱是荀慧生第三任妻子婚前所生之女，原名张丽丽。